# Gasthaus zur goldenen Rose (Lauingen)

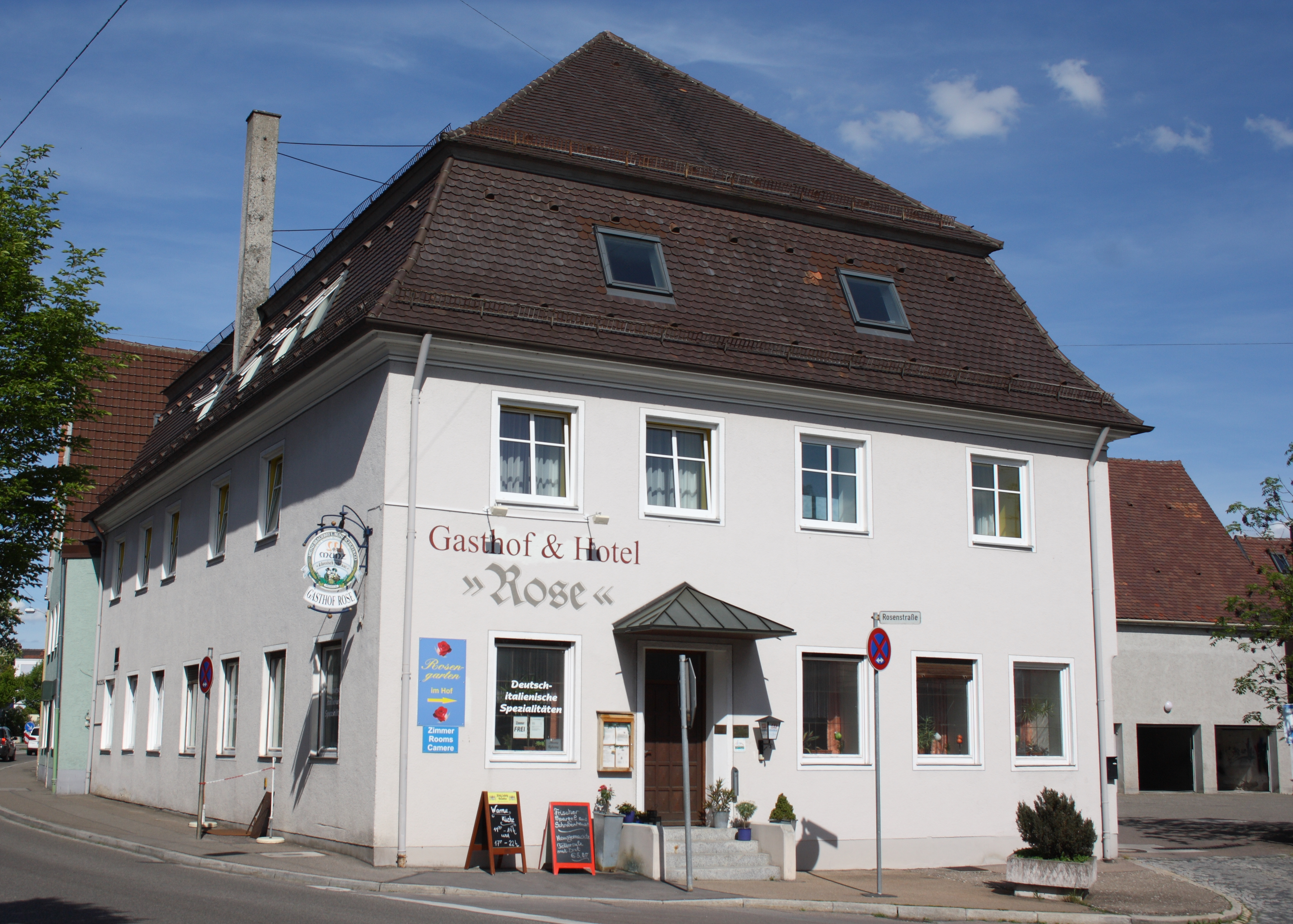
Gasthaus zur goldenen Rose in Lauingen

Das Gasthaus zur goldenen Rose in Lauingen, einer Stadt im schwäbischen Landkreis Dillingen an der Donau, wurde im Kern wohl 1486 errichtet und im 18. Jahrhundert verändert. Das Gasthaus an der Herzog-Georg-Straße 4 steht auf der Liste der geschützten Baudenkmäler in Bayern.
Der zweigeschossige Mansarddachbau mit profiliertem Traufgesims wurde 1960 massiv umgestaltet. Zuvor stand an der Holzbalkendecke der Gaststube die Jahreszahl 1486 und ein Hauszeichen in einer Tartsche.